# Ribeirão
Ribeirão este un oraș în Pernambuco (PE), Brazilia.